# Biliphyta
Biliphyta je označení (někdy podříše) pro ty rostliny (Archaeplastida, tzn. v širším slova smyslu), které se neřadí do skupiny zelené rostliny (Viridiplantae). Do Biliphyta tedy patří ruduchy (Rhodophyta) a glaukofyty (Glaucophyta).
Koncept Biliphyta pochází od Thomase Cavaliera-Smithe z roku 1981. Definuje je jako řasy schopné fotosyntézy a s fykobilizomy. Novější studie i klasifikační systémy však již na základě fylogenetických studií považují koncept Biliphyta za nepřirozený, v nich totiž figurují jako sesterská skupina zelených rostlin ruduchy.
Název Biliphyta se někdy nověji používá jako synonymum pro skupinu Picobiliphyta, do nedávna považovanou za příbuznou skrytěnkám nebo glaukofytům, v současnosti vzhledem k prokázané heterotrofii nazývanou Picozoa s nejasným fylogenetickým zařazením.